# 糖蜜

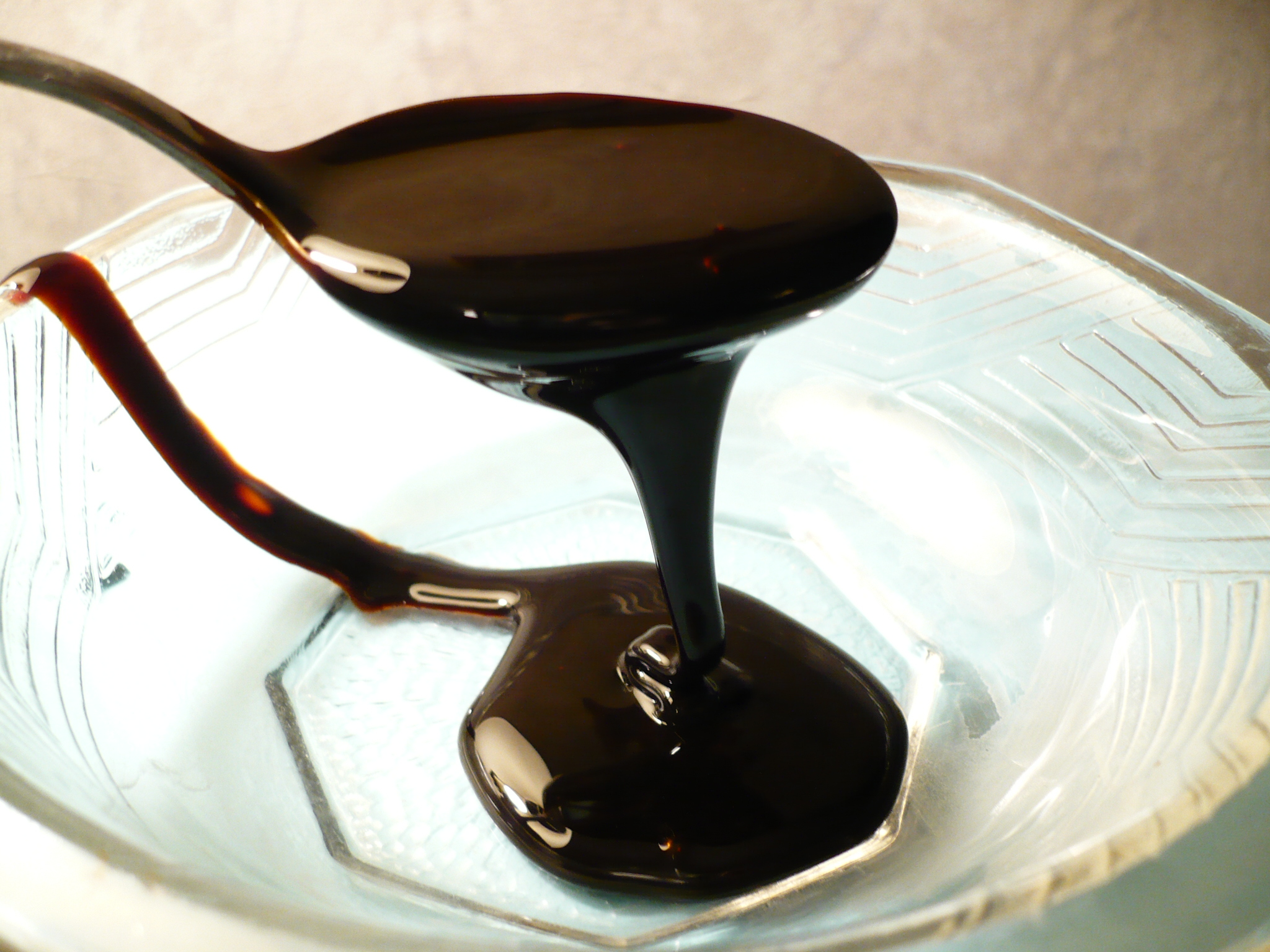
赤糖糊

糖蜜（英語：molasses）是將甘蔗或甜菜製成食糖的加工過程中產生之副产品，一般是棕黑色黏稠液体。浓缩榨汁在分离出白糖后余下的都是糖蜜，因此含有比白糖丰富的营养物质。
红糖是糖蜜没有分离完全的白糖。过去红糖是生产白糖的中间产品，而現在由於製程的改進，一般直接生产出白糖，再添加糖蜜製得紅糖，此替代製法產品又稱為赤砂糖。
糖蜜的品質依甘蔗或甜菜的成熟程度、食糖被提煉出的量以及提煉方式而有所不同。

## 蔗糖蜜
製糖時，將甘蔗榨汁並煮沸濃縮，使其中的糖結晶，濾出糖晶體後剩下的液體便是「初級糖蜜」，而濾出的糖晶體再經提煉，便是日常使用的砂糖。因此，近年有見解提倡在日常生活多用糖蜜來取代砂糖，因為「糖蜜含有多种营养，而白糖几乎只含有蔗糖」。
硫化糖蜜的原料是未成熟的甘蔗，其提煉過程中會加入二氧化硫作為防腐劑。非硫化糖蜜則使用成熟的甘蔗，加工時便不需要添加硫化物質。糖蜜分為三種品級：淡味（mild），亦稱「初級糖蜜」；濃味（dark），即「次級糖蜜」；以及赤糖糊（blackstrap）。

### 用途
蔗糖蜜作为烘焙食物的原料，可替代糖浆、蜂蜜、枫糖、食糖。在缺乏瀝青時，曾被作為鋪設機場跑道的原材料。

## 甜菜糖蜜
甜菜制糖时只有最后一步结晶过程留下的糖浆成为糖蜜，糖蜜的甜度20％以上，在此之前的产生的糖浆在萃取过程中循环利用以提高萃取率。甜菜糖蜜中約含有50%的糖，其中大部分是蔗糖，少量果糖和葡萄糖。非糖部分主要含盐类，如钙盐、钾盐、草酸盐、氯化盐。因为其中含有甜菜碱和棉子糖，所以味道不好，因此甜菜糖蜜多用于动物饲料。

## 用途

### 食品工业
- 製朗姆酒的主要原料
- 製司陶特啤酒和波特啤酒
- 烟草添加剂
- 饲料添加剂
- 鱼饵
- 补铁剂
- 发酵
- 製柠檬酸的主要原料
- 製造紅糖（黑糖）

### 化学工业
- 和氯化镁混合做除冰剂
- 发酵制乙醇[3]

### 工业
- 去锈[4]
- 砂浆添加剂[5]

### 农业和园艺
- 提高微生物活性的土壤添加剂[6]
- 水耕栽培中提供糖份[來源請求]

## 营养价值
糖蜜不含蛋白质和膳食纤维，几乎不含脂肪。20g糖蜜含有：
- 57.4大卡热量
- 14.95g 碳水化合物
- 11.1g 糖
  - 蔗糖 5.88g
  - 葡萄糖 2.38g
  - 果糖 2.56g

因制作工艺的不同，一部分糖蜜被添加二氧化硫当作防腐剂。

## 波士顿糖蜜惨案
1919年1月15日，美国马萨诸塞州波士顿North End住宅区的一座容量8,700立方（310,000立方英尺）的糖蜜储存罐爆裂。巨大的糖蜜波浪以约56 km/h（35 mph）的速度冲入周围的街道，导致21人死亡，150人受伤，大量建筑物被损坏。

## 參看
- 混糖